# Karl Arnold (político)

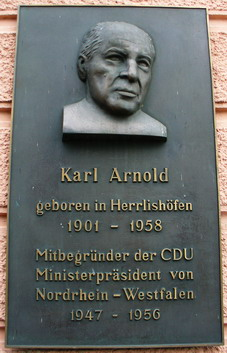
Placa conmemorativa a Arnold

Karl Arnold (Herrlishöfen, Wurtemberg, Imperio alemán, 21 de marzo de 1901 - Düsseldorf, Alemania Occidental, 29 de junio de 1958) fue un político alemán. Fue ministro-presidente de Renania del Norte-Westfalia durante el periodo 1947-1956. Fue el primer presidente del Bundesrat, y como tal, formalmente presidente interino de la República Federal Alemana, antes de la elección del primer presidente federal, Theodor Heuss.

## Biografía

### Primeros años y educación
Arnold nació en Herrlishöfen en Wurtemberg el 21 de marzo de 1901. Se formó como zapatero y más tarde (1920/21) estudió en la Soziale Hochschule Leohaus en Múnich.
A partir de 1920 Arnold trabajó como funcionario del movimiento cristiano de trabajadores. En 1924 se convirtió en secretario de los Sindicatos Cristianos para la región de Düsseldorf. Fue elegido concejal de la ciudad de Düsseldorf en representación del Partido de Centro en 1929.
En 1933 Arnold fue copropietario de una tienda de instalación sanitaria en Düsseldorf. La Gestapo lo observó y lo cazó en los años siguientes a causa de sus actividades políticas. En 1944 fue encarcelado por la Gestapo.

### Carrera política después de la guerra

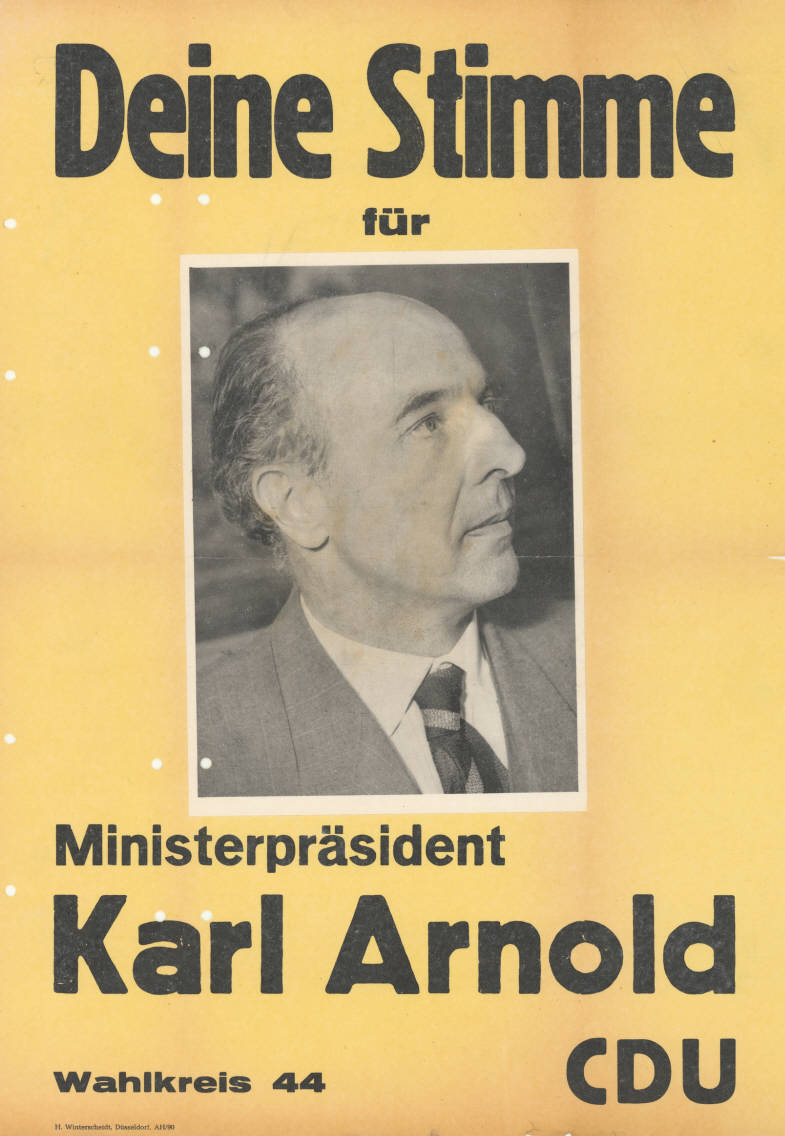
Afiche de campaña de Karl Arnold para las elecciones estatales de Renania del Norte-Westfalia de 1950.

Después de la Segunda Guerra Mundial, Arnold se hizo políticamente activo de nuevo. En 1945 fue cofundador del Partido Demócrata Cristiano (CDP) local en Düsseldorf, que se convirtió en la Unión Demócrata Cristiana de Alemania (CDU) más tarde en 1945. Arnold también se unió a este partido. El 29 de enero de 1946 Arnold fue nombrado alcalde de Düsseldorf y más tarde elegido democráticamente para este cargo en las primeras elecciones municipales libres después de la guerra (celebradas el 26 de octubre de 1946).
En diciembre de 1946 Arnold se convirtió en vice ministro-presidente del estado de Renania del Norte-Westfalia y en 1947 fue elegido ministro-presidente. Hasta 1950 presidió una coalición conformada por la Unión Demócrata Cristiana de Alemania (CDU), el Partido de Centro, el Partido Socialdemócrata de Alemania (SPD) y (hasta febrero de 1948) el Partido Comunista de Alemania (KPD). Arnold se consideraba un "socialista cristiano". El único partido que no dejó entrar en el Gobierno fue el FDP, cuya rama en Renania del Norte-Westfalia había tenido una inclinación nacionalista particular.
El 7 de septiembre de 1949, fue elegido primer presidente del Consejo Federal (Bundesrat).
De 1950 a 1956, Arnold fue ministro-presidente de Renania del Norte-Westfalia en dos ocasiones más, gobernando con la ayuda del Partido de Centro y el Partido Democrático Libre (FDP). Un acto importante de su gobierno fue la fundación del sistema de radiodifusión de Renania del Norte-Westfalia (actual Westdeutscher Rundfunk).
El 20 de febrero de 1956, el FDP formó una nueva coalición con el SPD como partido principal, poniendo fin al gobierno de Arnold en Renania del Norte-Westfalia.
En 1957, fue elegido directamente como diputado del Bundestag alemán (con una mayoría del 72 % en su distrito electoral). Fue miembro del Bundestag hasta el 29 de junio de 1958, cuando murió de un ataque al corazón.

## Vida personal
En 1928, Arnold se casó con Liesel Joeres.